# Метенів (зупинний пункт)
Ме́тенів — пасажирський залізничний зупинний пункт Тернопільської дирекції Львівської залізниці.
Розташований поблизу села Метенів, Зборівський район Тернопільської області на лінії Тернопіль — Львів між станціями Зборів (3 км) та Золочів (17 км).
Станом на травень 2019 року щодня чотири пари електропотягів прямують за напрямком Львів — Тернопіль-Пасажирський.